# 岩国行波の神舞
岩国行波の神舞（いわくにゆかばのかんまい）は、山口県岩国市行波（ゆかば）に近世以前から伝承され、地元の人々によって奉納されている神楽。国の重要無形民俗文化財に指定されている。「岩国行波の神舞」は民俗文化財としての指定名称で、地元（行波地区）での呼称は、神舞（かんまい）もしくは神楽（かぐら）。

## 概要
岩国行波の神舞は、7年に一度、4月に行われる式年の神楽であるが、毎年10月中旬、行波の荒玉社の例祭においても神楽が奉納される。秋の例祭で奉納される演目は以下の12座である。
- 荘厳
- 六色幸文祭
- 諸神勧請
- 注連灑水（ちゅうれんしゃすい）
- 荒霊豊鎮
- 真榊対応内外（まさかきたいおうないぎ）
- 日本紀
- 天津岩座
- 弓箭将軍
- 三宝鬼人
- 五龍地鎮
- 愛宕八幡

7年に1度の式年の神楽（願舞）の年の4月には、行波地区を流れる錦川の河原に四間四方の神殿が組まれ、上記の全ての演目が執り行なわれるほか、「八関」（「八関の舞」もしくは、「松の舞」とも呼ぶ）という神楽が披露される。「八関」では高さ25メートルの松を立て、そこに演者が這い上がる。「願舞」では、「湯立」および「火鎮」と呼ばれる神事も執行される。これら神事と上述の全ての演目を奉納するには、前夜祭から当日にかけての約15時間を要する。

### 奉納場所

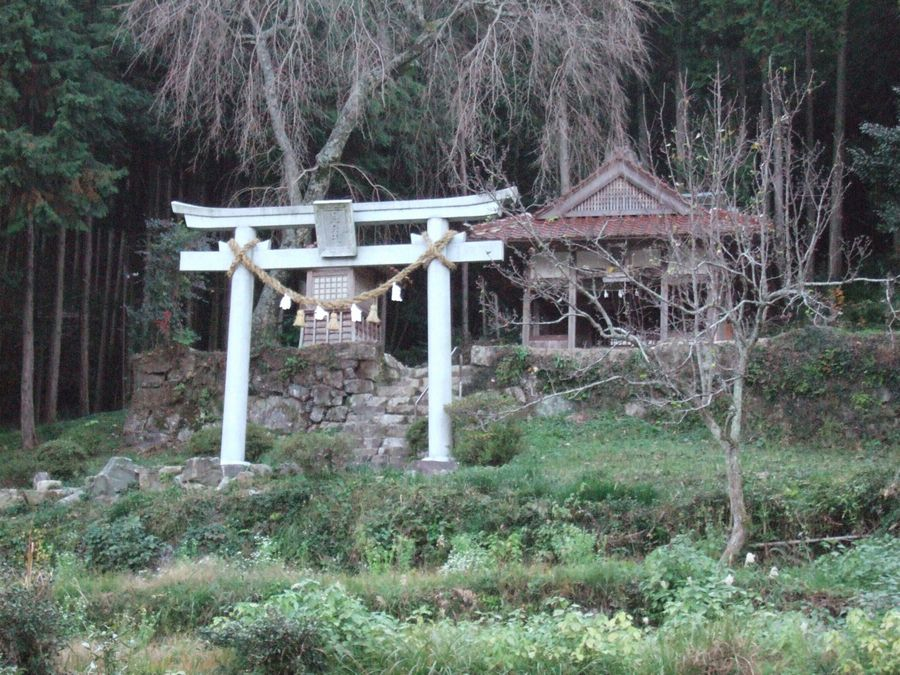
荒玉社の全景
（2006年11月24日撮影）

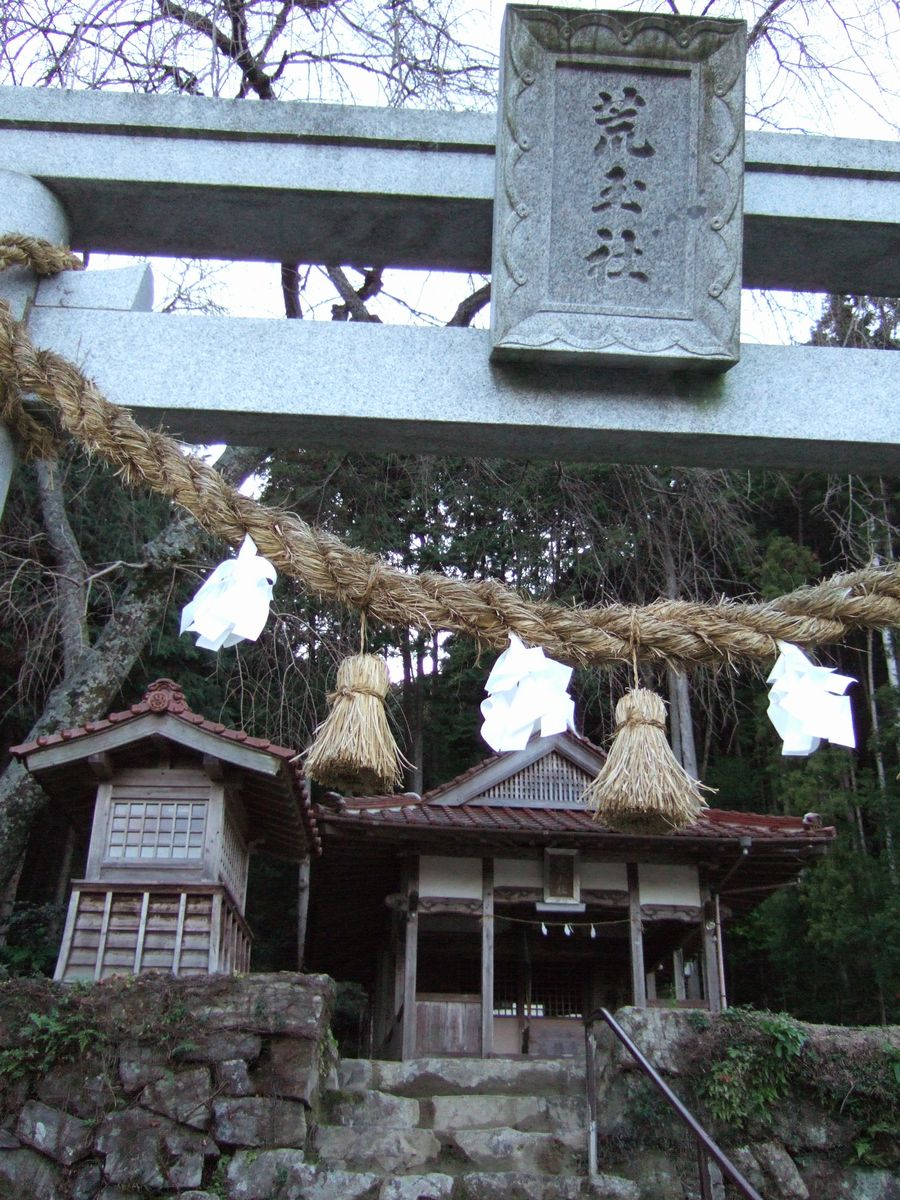
荒玉社
（2006年11月24日撮影）

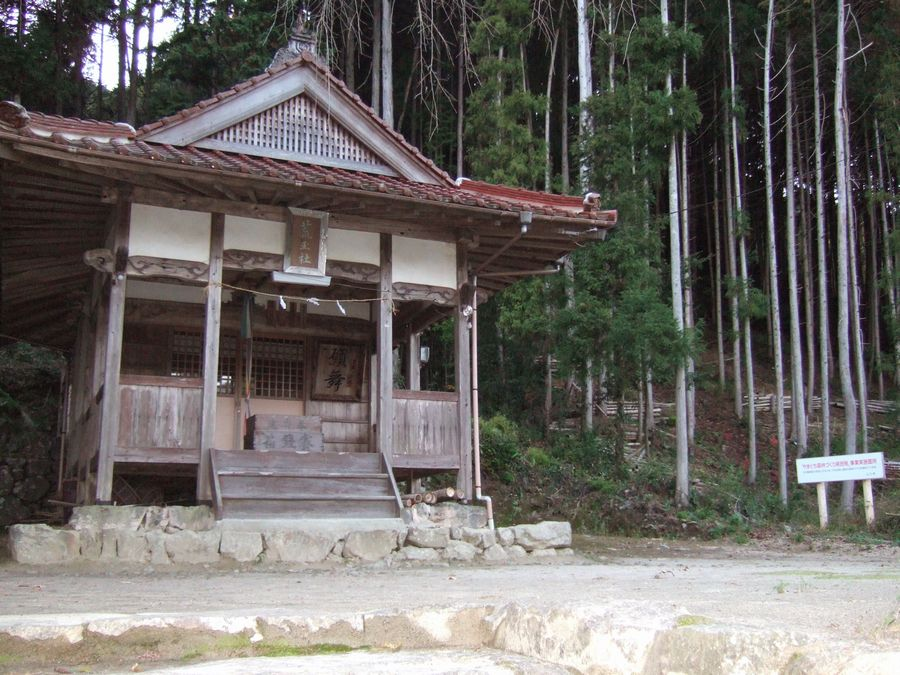
社殿

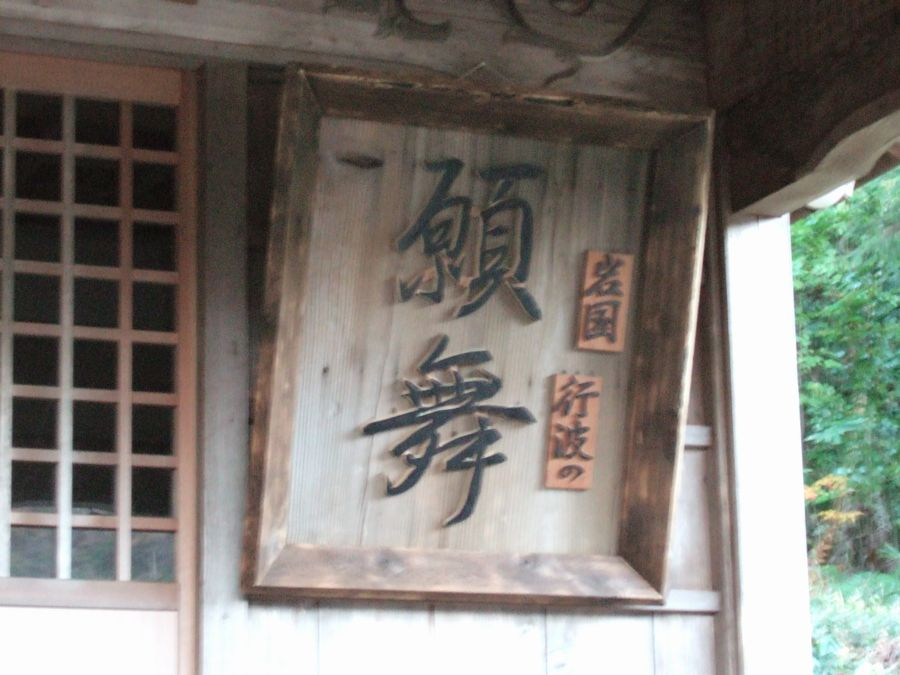
願舞の額

- 荒玉社：
荒玉社の全景
（2006年11月24日撮影）
荒玉社
（2006年11月24日撮影）
社殿前の敷地（右側へと続く）にて奉納すると考えられる。
社殿願舞の額
- 願舞の年に会場となる錦川の河原：
河岸に「岩国行波の神舞」の看板がある錦川
（2006年11月24日撮影）
河原は看板の向こう側である。

補足：

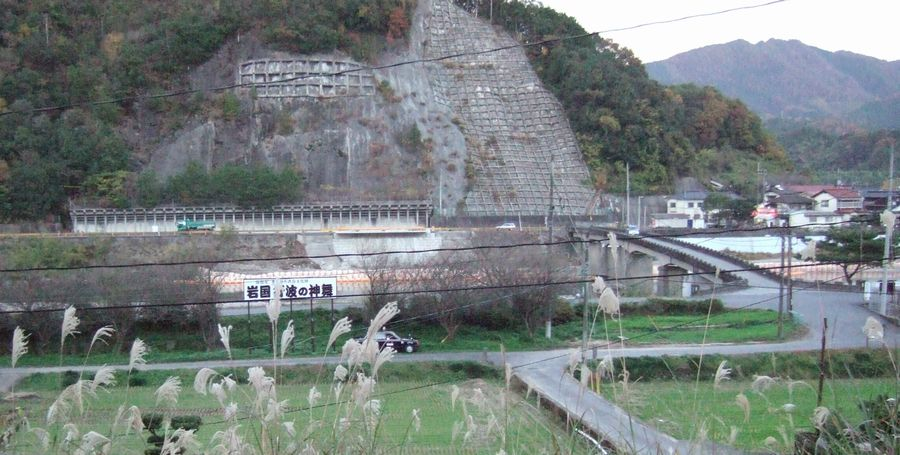
河岸に「岩国行波の神舞」の看板がある錦川
（2006年11月24日撮影）

神舞を伝承する為の練習場として、荒玉社の近傍に岩国行波の神舞伝承館が設置されている。

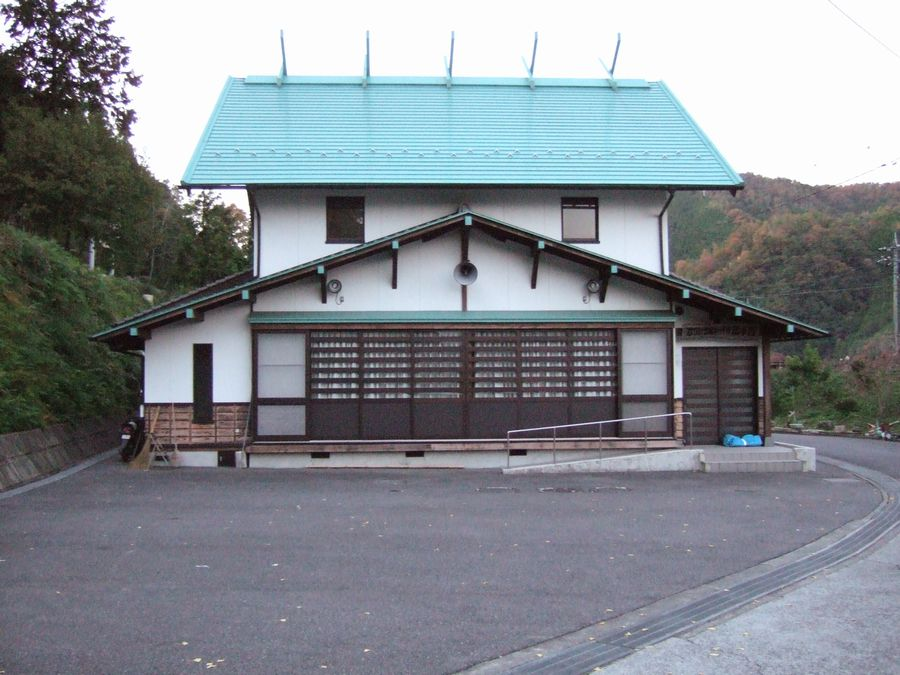
岩国行波の神舞伝承館
（2006年11月24日撮影）

## 歴史
- 起源：以下の2つの説がある。
  1. 室町時代以降に京都地方で始まり、岩国地方に伝えられたとする説。
  2. 荒神神楽として、豊後の国（現在の大分県）から大島郡を経て伝えられたとする説。
- 1791年：記録に残る最古の神舞。以降、7年毎の願舞は、途切れることなく奉納されている。（当時の神舞は神主が主体で執り行なう社人神楽であった）
- 明治維新の頃：世襲制の廃止に伴い、神舞が神主から里人（地元住民）へと伝授され、奉納の主体も地元住民に移る。
- 古式がよく守られ、その形態を変えることなく伝承している神楽として、以下のような指定、選択を受ける。
  - 1971年（昭和46年）:岩国市指定無形民俗文化財に指定される。
  - 1973年（昭和48年）3月30日：山口県指定無形民俗文化財に指定される。
  - 1976年（昭和51年）12月：「記録作成等の措置を講ずるべき無形民俗文化財」に選択される。
  - 1979年（昭和54年）2月3日：国の重要無形民俗文化財に指定される。
  - 2013年（平成25年）4月7日：直近の願舞の行なわれた日（前日は前夜祭）
- 2019年（令和元年）4月7日：次回の願舞（予定）